# Piet Greyling
Pour les articles homonymes, voir Greyling.
Pieter Johannes Frederik Greyling, né le 16 mai 1942 à Zastron (Afrique du Sud), est un joueur de rugby à XV sud-africain qui a joué avec l'équipe d'Afrique du Sud. Il jouait troisième ligne aile.

## Biographie
Il a effectué son premier test match avec les Springboks le 15 juillet 1967 à l’occasion d’un match contre l'équipe de France. Son dernier test match a été effectué le 3 juin 1972 contre l'Angleterre.
Il a terminé sa carrière en jouant avec l'équipe du Président contre l'Écosse en mars 1973.
En club, il a évolué pour les provinces de l'Orange Free State et du Transvaal.

## Palmarès
- 25 sélections avec l'équipe d'Afrique du Sud
- Sélections par saison : 4 en 1967, 3 en 1968, 6 en 1969, 6 en 1970, 5 en 1971 et 1 en 1972